# 맥라렌 M14A
맥라렌 M14A(영어: McLaren M14A)는 1970년 월드 챔피언십과 1971년 월드 챔피언십에서 맥라렌이 제작하고 경주한 포뮬러 원 레이싱 카이다. 이후 변형 모델인 맥라렌 M14D(영어: McLaren M14D)에는 V8 알파 로메오 엔진이 탑재되었다.

## 디자인

### M14A
M14A는 이전 M7A 및 M7C의 후속모델로, 주요 변경 사항은 후방 브레이크가 외부가 아닌 내부에 장착되었다는 것이 특징이다.M7과 마찬가지로 M14A는 Cosworth DFV V8과 Hewland 5단 수동 변속기로 구동된다.

### M14D
M7D와 마찬가지로 M14D는 알파 로메오의 오토델타 경쟁 부서에서 의뢰했다. 그것은 알파 로메오의 T33 스포츠카의 3.0리터 V8 엔진으로 구동되는 표준 M14A였다.

## 대회 이력

### 1970년
포뮬러 원 시즌은 브루스 맥라렌과 Denny Hulme의 2위 2위, 4위 1위, 3위 은퇴로 시작되었다. 브루스 맥라렌은 1970년 6월 2일 굿우드 서킷에서 새로운 M8D Can-Am 자동차를 테스트하던 중 사망했다. 맥라렌은 치명적인 사고 후 5일 동안 진행되었던 벨기에 그랑프리에 참가를 철회했다. Hulme은 또한 한 달 전에 인디애나폴리스 500에서 연습하던 중 메탄올 화재로 부상을 입었다.
맥라렌은 Dan Gurney와 Peter Gethin이 운전하는 네덜란드 그랑프리에서 경주를 재개했다. Hulme은 Gethin을 대신하여 프랑스에서 열리는 다음 경기를 위해 돌아왔다. Gurney는 한 번의 레이스를 더 뛰었고 나머지 시즌 동안 Gethin으로 교체되었다. Hulme은 3위를 세 번이나 득점할 수 있었지만 맥라렌은 1970년 Constructor's Championship에서 5위를 차지했다.
Andrea de Adamich는 알파 로메오 기반 M7D로 시즌을 시작한 후 네덜란드 그랑프리를 위해 알파 로메오 기반 M14D로 전환되었다.

### 1971년
Peter Gethin은 1971년 시즌을 14A로 시작했고, Denny Hulme은 그 시점에 만들어진 유일한 19A를 경주하였다. 두 번의 은퇴와 스페인 그랑프리에서 8위를 기록한 후 Gethin은 경주에 출전할 수 있는 19A도 받았다. 14A는 은퇴, 9위, 7위를 기록하며 맥라렌 14A의 경력을 마감한 Jackie Oliver가 레이스에 참가할 수 있도록 은퇴에서 벗어났다.

## 비디오 게임에서의 등장
- 아스팔트 8: 에어본